# R61 (België)
De R61 is de ringweg rond de Belgische stad Verviers. De weg maakt een halve lus rond de stad; in het oosten en noordoosten is ze onderbroken.
De ring loopt van de N672 in het zuidoosten van de stad westwaarts, vervolgens onder en parallel met de A27/E42 tot aan de Vesder, en ten slotte nog een stukje langs deze rivier tot aan de N627a.
Een deel van het traject heeft waarschijnlijk vroeger N625 geheten.

## Straatnamen
De R61 heeft de volgende straatnamen:
- Avenue Élisabeth
- Avenue Hanlet
- Rue de Franchimont
- Rue des Étangs
- Rue des Carrières
- Boulevard des Gérardchamps
- Rue Lucien Defays

R-wegen:
R0 · R1 · R2 · R3 · R4 (R4a · R4z) · R5 (R5a) · R6 · R7 · R8 · R9 · R10 · R11 (R11a) · R12 · R13 · R14 · R15 · R16 · R18 · R20 (R20a · R20b) · R21 (R21a · R21b · R21c · R21d) · R22 (R22a · R22z) · R23 (R23z) · R24 · R25 · R26 · R27 (R27a) · R30 (R30a · R30b) · R31 · R32 · R33 · R34 · R35 · R36 (R36z) · R40 (R40a) · R41 · R42 · R43 · R50 · R51 · R52 · R53 · R54 · R55 · R61 (R61a) · R62 · R70 · R71 · R72 · R73
N-wegen die (gedeeltelijk) een ringweg omvatten:
N1 · N3 · N4 · N6 · N7 · N8 · N9 · N13 · N17 · N27 · N27a · N28 · N29 · N31 · N32 · N34 · N35 · N36 · N37 · N38 · N39 · N41 · N44 · N46 · N47 · N49 · N50 · N55 · N60 · N60d · N70 · N71 · N72 · N73 · N75 · N76 · N78 · N80 · N81 · N82 · N90 · N92 · N113 · N153 · N203 · N203a · N390 · N405 · N416 · N441 · N473 · N498 · N556 · N700 · N712 · N712b · N717 · N722 · N725 · N748 · N750 · N769 · N967